# Olive Custance

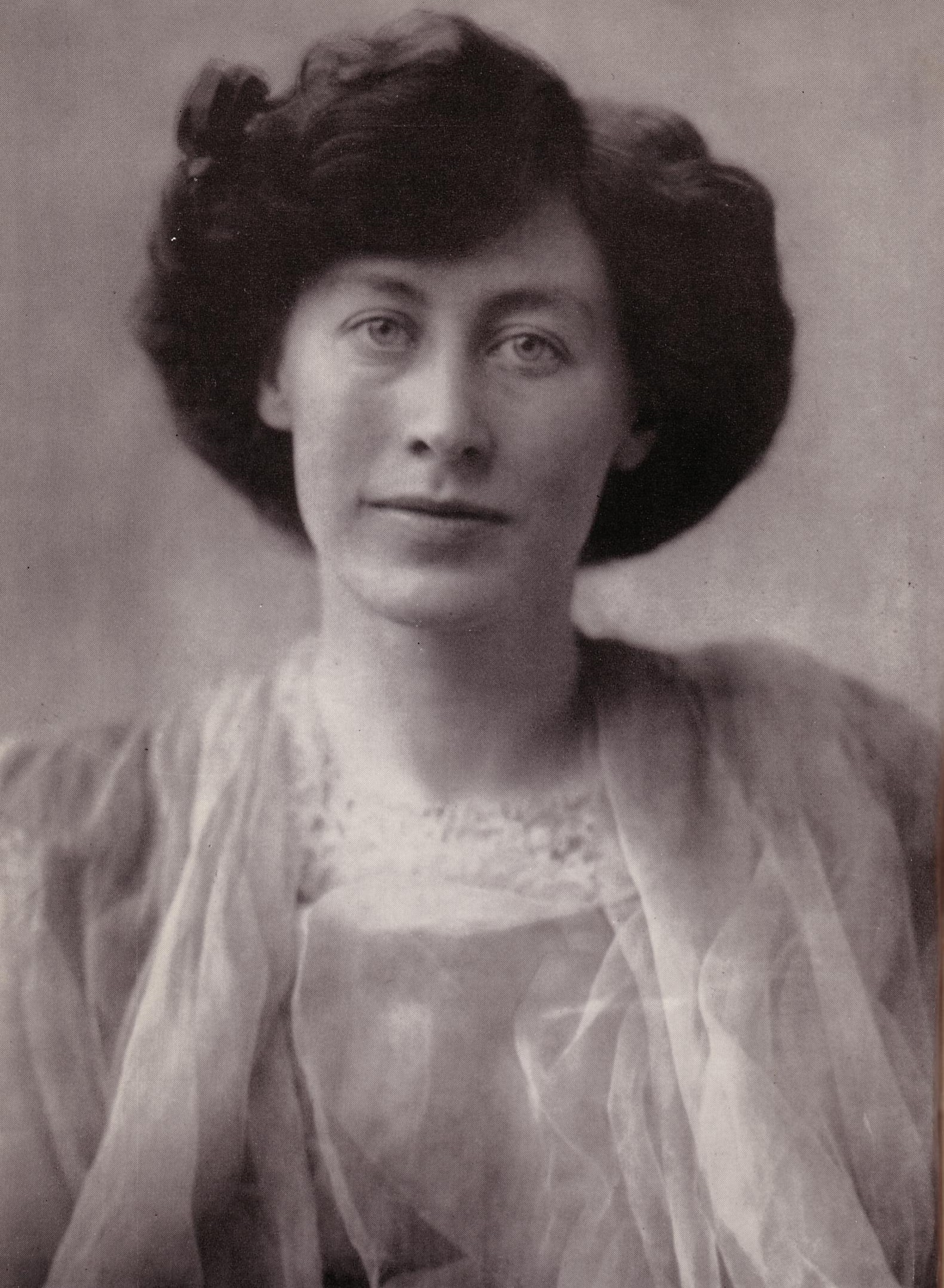
Olive Custance, Fotografie von George Charles Beresford, 1902

Olive Eleanor Custance (* 7. Februar 1874 in London; † 12. Februar 1944 in Hove), auch bekannt als Lady  Alfred  Douglas, war eine britische Dichterin. Sie war Teil des Ästhetizismus der 1890er Jahre und veröffentlichte in The Yellow Book. Sie war die Frau von Lord Alfred Douglas.

## Leben
Custance wurde in Mayfair als älteste Tochter und Erbin von Eleanor Constance Jolliffe und Colonel Frederick Hambleton Custance geboren, der ein wohlhabender und angesehener Soldat in der britischen Armee war. Sie verbrachte einen Großteil ihrer Kindheit in Weston Old Hall in Weston Longville in Norfolk, dem Sitz der Familie.
Um 1890, als sie erst 16 Jahre alt war, schloss sich Custance dem Londoner Literaturkreis um Oscar Wilde, Aubrey Beardsley, Ernest Dowson und John Gray an. Zu dieser Zeit verliebte sie sich in den Dichter John Gray und schrieb einige ihrer ersten Gedichte über ihn. Stark beeinflusst von französischen Dichtern wie Paul Verlaine und Arthur Rimbaud und von der dekadenten Stimmung dieser Zeit, stieg sie schnell zu einer bekannten Dichterin auf.
Custance schloss auch eine enge Freundschaft mit Richard Le Gallienne, der ihre Werke rezensierte und lobte. Ihre frühe Lyrik wurde von John Lane gefördert, der zunächst im Oktober 1894 ihr Gedicht Twilight in Band 3 von The Yellow Book und 1897 ihren ersten Gedichtband mit dem Titel Opals in Lane’s Press veröffentlichte.
Im Jahr 1901 begann sie in Paris eine Beziehung mit der offen lesbischen Schriftstellerin Natalie Clifford Barney, die Barney später in ihren Memoiren beschrieb. Barney und ihre damalige Geliebte Renée Vivien waren sehr daran interessiert, Custance als Partnerin zu gewinnen, und in der Tat blieb Custance jahrelang eng mit Barney befreundet. Custance und Barney tauschten Liebesgedichte aus, darunter Custances Gedicht The White Witch („Die weiße Hexe“). Viviens Schlüsselroman A Woman Appeared to Me (1904) erzählt ebenfalls von ihrer kurzen Beziehung zu Custance.
Während ihrer kurzen Affäre mit Barney machte Custance auch Lord Alfred Douglas den Hof, indem sie ihm im Juni 1901, sechs Monate nach dem Tod von Oscar Wilde, bewundernd schrieb. Die beiden korrespondierten unter den Spitznamen „Prince“ (für Douglas) und „Princess“ oder „Page“ für Custance.
Ende 1901 verlobte sich Custance jedoch überraschend mit George Montagu, der mit Douglas zur Schule gegangen war. Es war eine kurze Verlobung, denn als Douglas von einer Reise in die USA zurückkehrte (wo er, wie er ihr scherzhaft geschrieben hatte, eine reiche Erbin zum Heiraten suchte), liefen die beiden davon und heirateten am 4. März 1902. Der Vater von Custance war mit Douglas nicht einverstanden. Sie hatten ein Kind, Raymond Wilfred Sholto Douglas, das am 17. November 1902 geboren wurde. Die Ehe war stürmisch, insbesondere nachdem Douglas 1911 römisch-katholisch geworden war. Das Paar begann sich 1913 zu trennen, nachdem sie einen Streit um das Sorgerecht für ihr einziges Kind an Custances Vater verloren hatten. Im Jahr 1913 wurde Douglas wegen Verleumdung seines Schwiegervaters angeklagt, der ihn schon immer missbilligt hatte, was ein Hauptgrund für die Belastung ihrer Ehe gewesen zu sein scheint. In den 1920er Jahren lebte das Paar wieder eine Zeit lang zusammen, nachdem Custance 1917 ebenfalls zum Katholizismus konvertiert war.
Ihr einziges Kind, Raymond, zeigte in seiner Jugend Anzeichen von Instabilität. Er diente eine Zeit lang in der Armee, war aber auch lange Zeit in psychiatrischen Anstalten untergebracht. Dies belastete die Ehe zusätzlich, so dass sie sich Ende der 1920er Jahre wieder trennten und Custance ihren Katholizismus aufgab. Die beiden ließen sich jedoch nicht scheiden, und 1932 folgte sie Douglas nach Hove, wo sie ein Haus in der Nähe seines Hauses bezog. In den letzten 12 Jahren ihres Lebens sahen sie sich fast täglich. Bereits 1931 hatte Douglas geschrieben, dass ihre Ehe trotz der „Schlamm- und Steinhaufen“, die ihre Feinde auf sie warfen, standhielt.
Custance schrieb und veröffentlichte weiterhin Gedichte. Viele davon wurden in den von Douglas herausgegebenen Zeitschriften veröffentlicht, darunter The Academy und die rechtsgerichtete, antisemitische Zeitschrift Plain English. Außerdem schrieb sie Gedichte für William Sorley Browns Zeitung The Border Standard. Während des Zweiten Weltkriegs schrieb Custance mehrere patriotische Gedichte, die jedoch nicht aufbewahrt wurden. Sie starb am 12. Februar 1944 an einem Schlaganfall während sie Douglas Hand hielt. Douglas selbst starb ein Jahr später, am 20. März 1945. Ihr Sohn Raymond überlebte bis zu seinem 61. Lebensjahr; nach mehreren längeren Episoden geistiger Instabilität im Laufe seines Lebens starb er unverheiratet am 10. Oktober 1965.

## Werke
- Opals. John Lane The Bodley Head, London 1897.
- Rainbows. John Lane The Bodley Head, London 1902.
- The Blue Bird. The Marlborough Press, London 1905.
- The Inn of Dreams. John Lane The Bodley Head, London 1911, (Online).

Spätere Herausgaben:
- Brocard Sewell (Hrsg.): The Selected Poems of Olive Custance. Cecil Woolf Publishers, London 1995, ISBN 0-900821-42-6.
- Edwin King (Hrsg.): The Inn of Dreams: Poems by Olive Custance. Saint Austin Press, London 2015, ISBN 978-1-901157-69-7.
- Lady Alfred Douglas (Olive Custance): I Desire the Moon: The Diary of Lady Alfred Douglas (Olive Custance) 1905–1910. Hrsg.: Avalon Press. London 2004, ISBN 90-807314-4-7.

## Weitere Literatur
- Brocard Sewell: Olive Custance: Her Life and Work. The Eighteen Nineties Society, London 1975, ISBN 0-9504108-0-2.
- Patricia Pulham: Tinted and tainted love: the sculptural body in Olive Custance’s poetry. In: The Yearbook of English Studies. Band 37, Nr. 1, 2007, S. 161–176.